# George Graham
George Graham (Bargeddie, 30 de novembro de 1944) é um ex-futebolista e treinador escocês.

## Carreira

### Como jogador
Apesar de ter nascido na Escócia, nunca chegou a defender um clube da região. Teve grande destaque durante sua carreira atuando por times da vizinha Inglaterra. Iniciou no Aston Villa quando tinha apenas dezessete anos. Permaneceu no clube durante três temporadas, mas tendo raras chances para atuar. Acabou indo para no Chelsea por cinco mil libras, onde passou a atuar com regularidade e ter mais destaque no cenário nacional.
Após passar dois anos defendendo os Blues, acabou se transferindo para o rival Arsenal, onde iria substituir Joe Baker. O Chelsea recebeu setenta e cinco mil libras por Graham, além de Tommy Baldwin, que foi envolvido no negócio. No Arsenal, que defendeu durante seis temporadas, passou seus melhores momentos na carreira dentro do campo, recebendo convocações para a Escocesa, onde ganhou destaque quando marcou seus três gols contra o Brasil.
Após sua saída do Arsenal, foi parar por cento e vinte mil libras no Manchester United que vinha em decadência no futebol inglês, mas tendo a oportunidade de atuar com o trio que fez sucesso no durante os anos 1960 - Best-Law-Charlton, apesar de, junto com a aquipe de Manchester, decadentes. Ainda teve passagens por Portsmouth e Crystal Palace e encerrou a carreira no futebol estadunidense, defendendo o California Surf.

### Como treinador
Após alguns anos parado, voltou ao mundo do futebol como treinador. Recebeu uma proposta do tradicional Millwall, onde teve relativo sucesso, conquistando um título nacional, além de classificar o time para a segunda divisão. Com seu sucesso no curto espaço de tempo no comando do Millwall, acabou recebendo uma proposta para retornar ao Arsenal como treinador da equipe.
No comando do Arsenal, viveu novamente seus melhores momentos na carreira. Logo em sua primeira temporada, conseguiu conquistar o título da Copa da Liga. Duas temporadas depois, quebrou o jejum do clube e conquistou o título nacional, que não vinha desde sua passagem como jogador no clube. Conquistou ainda mais um título inglês e uma Copa da Liga, além de uma Copa da Inglaterra. Graham também conquistou com o clube a Recopa Europeia em 1994, sendo o último título internacional dos Gunners.
Pouco tempo após sua última conquista no Arsenal, acabou sendo demitido após descoberta que ele tinha recebido quatrocentos e cinquenta mil libras do agente Rune Hauge pela aquisição de dois jogadores, além de ser banido durante um ano. Após o término da suspensão, retornou no comando do Leeds United. Ficou no clube um pouco mais de dois anos, quando acabou saindo e acertando com o Tottenham Hotspur. No comando dos Spurs, conquistou mais uma Copa da Liga na carreira, e quebrando um jejum de oito anos do clube. Após sua saída em 2001, virou comentarista da Sky Sports.